# Philippe Mouskes
 (janvier 2019).
Si vous disposez d'ouvrages ou d'articles de référence ou si vous connaissez des sites web de qualité traitant du thème abordé ici, merci de compléter l'article en donnant les références utiles à sa vérifiabilité et en les liant à la section « Notes et références ».
Philippe Mouskes est le chroniqueur d'une Chronique rimée qui retrace l'histoire des Francs et de la France depuis les origines jusqu'à 1242.

## Biographie
Philippe Mouskes est un écrivain et un bourgeois de Tournai de la première moitié du XIIIe siècle qu'il ne faut pas confondre avec Philippe Muus, ou de Gand, évêque de Tournai de 1272 à sa mort en 1282.
Du Chesne et Du Cange identifiaient Philippe Mouskes à Philippe de Gand, dit Mus, évêque de Tournai. Frédéric de Reiffenberg avait accepté leur opinion. Mais Barthélemy Dumortier a démontré que l'identification était erronée. Il a établi que Mouskes était membre d'une famille échevinale de Tournais et a retrouvé son nom dans un acte de 1236-1237.

## Œuvre: laChronique rimée
Philippe Mouskes est connu pour sa Chronique rimée (ou Chronique métrique), de 31 286 vers,, octosyllabiques,, à rimes plates,, première chronique en vers de l'histoire complète des rois de France depuis les origines jusqu'à son temps, vraisemblablement composée entre 1242 et 1272.
La Chronique commence par la légende qui, sur le modèle de l’Énéide, fait des Francs des descendants de Troyens s'exilant après la prise de Troie. Cette légende de l'origine troyenne des Francs est un thème récurrent depuis le VIIe siècle. La partie la plus importante (un tiers) est consacrée au règne de Charlemagne. Elle se termine avec le règne de Louis IX, en 1242.
Sur le modèle de chroniques en vers comme la Chronique ascendante des ducs de Normandie de Wace (XIIe siècle), Mouskes utilise les matériaux de l'abbaye de Saint-Denis. La valeur historique directe et la valeur littéraire de l'œuvre apparaissent assez faibles et il semble que la Chronique, à en juger par le nombre des manuscrits subsistant, ait été « froidement accueillie ». Elle est connue essentiellement par les extraits qu'en donne du Cange dans son Glossarium mediœ et infimœ latinitatis et dans son édition de La Conquête de Constantinople de Geoffroi de Villehardouin.
Elle possède en revanche un certain intérêt comme témoignage de l'idéologie des milieux dirigeants de la France du nord au lendemain de la Croisade des albigeois.

## Extrait
« Quar quant li buens rois Charlemaine 

Ot toute mise à son demaine 

Provence qui mult iert plentive  

De vins, de bois, d'aigüe, de rive  

As leceours, as menestreux, 

Qui sunt auques luxurieus 

Le donna toute & departi. »

où Philippe Mouskes regrette avec amertume que Charlemagne, après avoir conquis la riche Provence, l'ait donnée à ses bouffons et ménestrels (leceours = « lécheurs », « gourmands », « parasites »).

## Anecdotes
Philippe Mouskes est l'auteur du dernier document écrit, à savoir la Chronique, sur lequel est attesté le mot normand esnèkes / esnèques (au pluriel) « snekkja » pluriel « snekkjur », désignant un navire de tradition viking.

« A vent k'il n'orent pas estroit,

Fist sigler à la mue droit 

Galies et barges et nés, 

Esnèques et dromons fiérés  

Koges et busses et wissiers, »

Chronique, t. II, v. 20943-20947.

« Prisent galies et esnèkes 

Bien batilliés à breteskes, »

Ibid., v. 22995-22996.
Philippe Mouskes est aussi le premier auteur à rapporter la tradition selon laquelle Charles Martel serait natif d'Andenne,, ou, plus précisément, serait né en l'abbaye d'Andenne, d'une sœur de Thierry d'Ardenne, personnage de plusieurs chansons de geste. 

« Carles Martiaus fu apielés
Por çou que de sougnant fut nés,
D'une seror Tierri d'Ardane
Qu'ot en l'abeïe d'Andane. »

Ibid., v. 1966-1969,.

### Éditions
- [Wailly et Delisle 1865] « Fragment de la Chronique rimée de Philippe Mousket », dans Natalis de Wailly et Léopold Delisle (éd.), Recueil des historiens des Gaules et de la France, t. XXII, Paris, V. Palmé, 1865, 1re éd., LXII-[2]-971 p. (OCLC 495412878, lire en ligne  [PDF]), p. 34-81.